# El Amparo (Páez)
Pour les articles homonymes, voir El Amparo et Amparo.
El Amparo est l'une des cinq paroisses civiles de la municipalité de Páez dans l'État d'Apure au Venezuela. Sa capitale est El Amparo.

## Géographie

### Démographie
Hormis sa capitale El Amparo, la paroisse civile possède plusieurs localités dont :
- El Amparo
- Guafita
- Horichuna
- Las Guafitas